# Freedom Air
Freedom Air war eine Billigfluggesellschaft der Air New Zealand Group mit Sitz in Auckland, Neuseeland.
Sie wurde 1995 gegründet und bediente neben Neuseeland noch Australien und die Fidschiinseln. Die Maschinen gehörten der Air New Zealand-Tochter Zeal 320 und wurden von dieser auch betrieben.
Ihre Hauptbasis war der Flughafen Hamilton. Weitere Linienflüge gab es ab Auckland, Palmerston North, Wellington, Christchurch und Dunedin. Die Ziele waren Nadi (Fidschi), Gold Coast, Brisbane, Sydney und Melbourne.
Die Gesellschaft betrieb zuletzt zwölf Flugzeuge vom Typ Airbus A320-232.
Der Betrieb wurde am 31. März 2008 eingestellt und die Flüge von der Muttergesellschaft Air New Zealand übernommen.